# Abdullah al-Mutairi
Abdullah Al-Mutairi (arabisch عبد الله المطيري, DMG ʿAbd Allāh al-Muṭairī; * 18. Dezember 1981 in Kuwait) ist ein kuwaitischer Fußballtrainer, der seit August 2024 Interims-Trainer der sri-lankischen Fußballnationalmannschaft der Männer ist. Er war außerdem Cheftrainer der nepalesischen Fußballnationalmannschaft für die Qualifikation zur Fußball-Weltmeisterschaft 2022 und 2023 Nationaltrainer von Afghanistan und leitete mehrfache die kirgisische U17-Fußballnationalmannschaft.

## Leben
Am 4. April 2021 wurde er zum Cheftrainer der nepalesischen Fußballnationalmannschaft ernannt. Nach nur dreieinhalb Monaten, am 25. Juli, gab er in den sozialen Medien seinen Rücktritt an und begründete diesen mit mentalem Stress und schlechter Behandlung von Seiten anderer Verbandsoffizieller. Gemäß der Anfrage von Abdullah Al-Mutairi forderte der gesamte nepalesische Fußballverband das Jugend- und Sportministerium auf, eine Untersuchung durchzuführen. Während seiner Amtszeit führte er die Mannschaft in das Finale der Südasienmeisterschaft 2021, das gegen Indien verloren ging.
Am 28. April 2023 wurde Al-Mutairi zum neuen Cheftrainer der afghanischen Herrennationalmannschaft ernannt. Sein erstes Spiel mit Afghanistan endete im Chaos, als er seiner Mannschaft nach Kirgisistans erstem Tor in der 97. Minute bei der Zentralasienmeisterschaft 2023 befahl, das Feld zu verlassen. Seine Zeit als Afghanischer Nationaltrainer endete am 18. Oktober 2023 nach fünf Spielen.
Vom 1. Dezember 2023 bis zum 31. Mai 2024 trainierte er den Al-Jahra SC.
Seit dem 20. August 2024 ist Al-Mutairi Interimstrainer der sri-lankischen Fußballnationalmannschaft.